# Districtul Celle
Districtul Celle, pronunțat [țe-lă], este un district rural (Landkreis) din landul Saxonia Inferioară, Germania. Își are reședința în orașul Celle.